# Liesbeth Spies
Jantje Wilhelmina Elisabeth (Liesbeth) Spies (ur. 6 kwietnia 1966 w Alphen aan den Rijn) – holenderska polityk, prawniczka i samorządowiec, parlamentarzystka, w latach 2010–2011 przewodnicząca Apelu Chrześcijańsko-Demokratycznego (CDA), od 2011 do 2012 minister spraw wewnętrznych.

## Życiorys
Studiowała prawo i ekonomię na Uniwersytecie w Lejdzie, na którym kierowała korporacją akademicką Res Publica. Pracowała w instytucie badawczym, a od 1994 w administracji publicznej, w tym od 1998 w administracji prowincji Holandia Południowa.
Zaangażowała się w działalność polityczną w ramach Apelu Chrześcijańsko-Demokratycznego. W 2002 po raz pierwszy wybrana do Tweede Kamer, w niższej izbie Stanów Generalnych zasiadała do 2010. Od listopada 2010 do kwietnia 2011 tymczasowo pełniła organizacyjną funkcję przewodniczącej CDA. W 2011 wybrana do rady prowincji Holandia Południowa, weszła w skład egzekutywy stanów prowincjonalnych (Gedeputeerde Staten), odpowiadając m.in. za mieszkalnictwo i sprawy gospodarcze. Od grudnia 2011 do listopada 2012 sprawowała urząd ministra spraw wewnętrznych w rządzie premiera Marka Rutte. W 2013 zajęła się prowadzeniem własnej działalności gospodarczej w branży doradczej, jednak już w 2014 powróciła do działalności publicznej. Objęła stanowisko wiceburmistrza gminy Stichtse Vecht, a kilka miesięcy później burmistrza miejscowości Alphen aan den Rijn.